# Trapp Family Austrian Relief Inc.

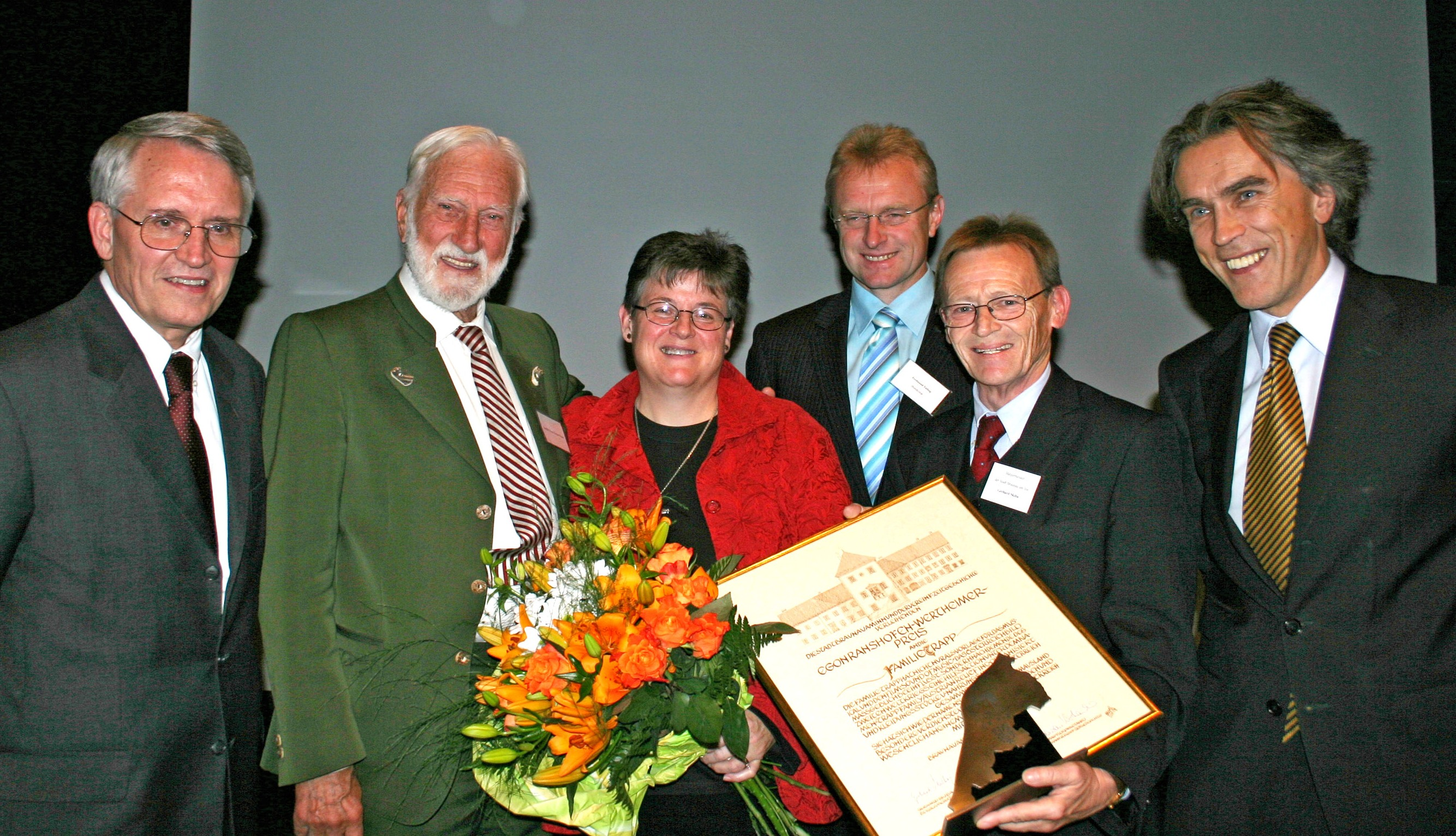
Trapp-Familie während der Verleihung des Egon Ranshofen-Wertheimer Preises in Braunau am Inn (2007)

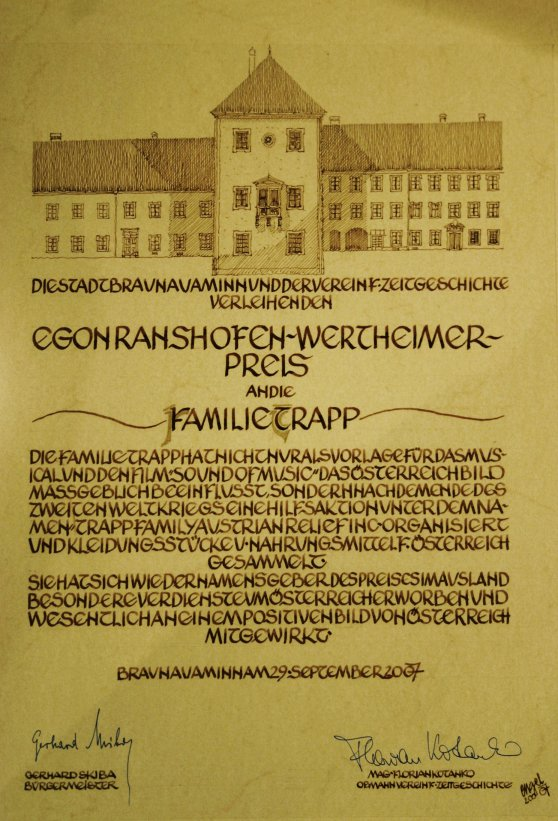
Egon Ranshofen-Wertheimer Preis

Die Trapp Family Austrian Relief Inc. ist eine Initiative der Familie Trapp, bei der etwa 150 Tonnen Hilfsgüter nach Österreich gebracht wurden.
Im Januar 1947 wandte sich Generalmajor Harry J. Collins an die Trapp-Familie in den USA. Der US-Offizier war mit der berühmten 42. Rainbow-Division nach Salzburg gekommen und schilderte das Leid der Österreicher nach dem Zweiten Weltkrieg. Die Familie Trapp reagierte spontan und gründete die Trapp Family Austrian Relief Inc. als eingetragene Vereinigung der Österreich-Hilfe mit Sitz in Stowe, Vermont. Als Begründer und 1. Präsident wurde Georg von Trapp eingetragen, Präsidentin war Maria von Trapp, Schatzmeister Franz Wasner.

„Das Land, das der Welt einen Haydn, Mozart, Schubert und die Stille Nacht geschenkt hat, wird zugrunde gehen, wenn wir nicht alle miteinander helfen. Jedermann weiß von den Zuständen in den größeren europäischen Ländern, aber kaum jemand ahnt, was in Österreich vorgeht, wo die Bevölkerung beinahe daran ist, Mut und Hoffnung zu verlieren.“

Am 29. September 2007 wurde Tizzy von Trapp Walker im Namen der Trapp-Familie für diese Hilfsaktion und das damit verbundene Eintreten für Österreich in Braunau am Inn im Rahmen der 16. Braunauer Zeitgeschichte-Tage mit dem Egon Ranshofen-Wertheimer Preis ausgezeichnet. Die Laudation hielt Botschafter Emil Brix.